# Epsilon-Induktion
Unter Epsilon-Induktion (auch ∈-Induktion) versteht man in der Mathematik ein spezielles Beweisverfahren der Mengenlehre. Gilt es zu beweisen, dass eine Aussage {\displaystyle A} für alle Mengen gilt, so reicht es laut Epsilon-Induktion zu zeigen, dass sie für die Mengen gilt, für deren Elemente sie gilt. Präzise ausgedrückt besagt die Epsilon-Induktion also
{\displaystyle \forall x((\forall y\in x.A(y))\rightarrow A(x))\rightarrow \forall xA(x).}
Ihren Namen hat die Epsilon-Induktion dem griechischen Kleinbuchstaben ε zu verdanken, aus dem sich das heutige Elementzeichen entwickelte.

## Verhältnis zu Regularität
Die Gültigkeit der Epsilon-Induktion lässt sich für jedes {\displaystyle A} in ZF beweisen und das Auswahlaxiom ist dafür nicht notwendig.
Maßgeblich geht in den Beweis das klassische Regularitätsaxiom ein. Die Epsilon-Induktion ist ein Axiomenschema, während das Regularitätsaxiom ein einziges Axiom ist, welches nur Mengen betrifft. Es lässt sich dennoch sogar zeigen, dass die Epsilon-Induktion zum Regularitätsaxiom äquivalent ist. Das heißt, tauschte man in ZF das Regularitätsaxiom gegen die Epsilon-Induktion aus, so entstünde ein äquivalentes Axiomensystem. Das Unendlichkeitsaxiom spielt im Beweis der Äquivalenz ebenfalls eine wesentliche Rolle. 

### Beweis
Zum Beweis der Epsilon-Induktion für {\displaystyle A} betrachtet man eine transitive Menge. 
Für eine gegebene Menge {\displaystyle x} existiert in ZF die transitive Hülle {\displaystyle TC(x)}, welche auch {\displaystyle x} als Teilmenge enthält. Man betrachtet damit weiters die Menge
{\displaystyle M:=\{y\in TC(x)\cup \{x\}\mid \neg A(y)\}}
Der Beweis geht von der erfüllten Induktions-Voraussetzung für {\displaystyle A} aus und demonstriert die Induktions-Behauptung durch herbeiführen eines Widerspruchs im Falles deren Negation: Wäre die Epsilon-Induktion falsch, dann gäbe es eine Menge {\displaystyle x} für die {\displaystyle \neg A(x)} gilt. Damit gilt auch {\displaystyle x\in M}, sodass {\displaystyle M} nicht leer ist. Somit liefert die Regularität von {\displaystyle M} ein epsilon-minimales Element {\displaystyle m\in M}, also ein Element mit {\displaystyle \neg A(m)} welches einen leeren Schnitt mit {\displaystyle M} hat. Jedes Element von {\displaystyle m} ist aufgrund der Transitivität von {\displaystyle TC(x)} wieder in {\displaystyle TC(x)}, kann aber wegen der Epsilon-Minimalität von {\displaystyle m} nicht auch in {\displaystyle M} sein. Da {\displaystyle M} durch die Negation des Prädikats {\displaystyle A} charakterisiert ist gilt für alle {\displaystyle z\in m} die Aussage {\displaystyle A(z)}. Die Implikation in der Voraussetzung des Induktions-Schemas liefert damit aber wiederum {\displaystyle A(m)}, im Widerspruch zum etablierten {\displaystyle \neg A(m)}.

## Anwendung
Die Epsilon-Induktion wird zum Beispiel dafür benutzt, zu zeigen, dass jede Menge in der Von-Neumann-Hierarchie enthalten ist. Zu jeder Menge {\displaystyle x} findet man also eine Ordinalzahl {\displaystyle \alpha } mit {\displaystyle x\in V_{\alpha }}. In dem entsprechenden Beweis ist die Aussage {\displaystyle A(x)} also durch
{\displaystyle A(x)\equiv \exists \alpha \in \operatorname {Ord} .x\in V_{\alpha }}
definiert.